# Club Sportivo Ben Hur
Pour la section basket-ball, voir Club Sportivo Ben Hur (basket-ball).
Maillots
Dernière mise à jour : 4 février 2012.
Le Club Sportivo Ben Hur est un club argentin de football basé à Rafaela.